# 1880-ті

## Події
- Сконструйовано і впроваджено кулемет.
- 1888, 23 червня — у Києві відкрито пам'ятник Богдану Хмельницькому
- Об'єднання Болгарії. Болгарська криза.
- Генріх Герц відкрив Фотоефект

## Народились
- Назарук Осип Тадейович — український громадський і політичний діяч, письменник, журналіст, публіцист.